# Nikola Bendová
Nikola Bendová (* 4. November 1999 in Jablonec nad Nisou) ist eine tschechische Leichtathletin, die sich auf den Sprint spezialisiert hat.

## Sportliche Karriere
Erste internationale Erfahrungen sammelte Nikola Bendová im Jahr 2015, als sie bei den Jugendweltmeisterschaften in Cali im 200-Meter-Lauf in 23,78 s den fünften Platz belegte und über 100 Meter mit 11,87 s im Halbfinale ausschied. Im Jahr darauf gewann sie bei den erstmals ausgetragenen Jugendeuropameisterschaften in Tiflis in 24,00 s die Bronzemedaille über 200 Meter und nahm anschließend im 100-Meter-Lauf an den U20-Weltmeisterschaften in Bydgoszcz teil, bei denen sie aber mit 11,84 s in der ersten Runde ausschied und auch mit der tschechischen 4-mal-100-Meter-Staffel erreichte sie nicht das Finale. 2017 schied sie bei den U20-Europameisterschaften in Grosseto mit 24,03 s im Halbfinale aus und 2019 erreichte sie bei den U23-Europameisterschaften in Gävle über 100 und 200 Meter das Halbfinale, in dem sie mit 11,98 s und 24,20 s ausschied. 2023 gelangte sie bei den Halleneuropameisterschaften in Istanbul mit 3:31,26 min auf Rang vier in der 4-mal-400-Meter-Staffel.
2017 wurde Bendová tschechische Meisterin im 200-Meter-Lauf.

## Persönliche Bestleistungen
- 100 Meter: 11,41 s (+1,6 m/s), 26. Juli 2019 in Brünn
  - 60 Meter (Halle): 7,33 s, 5. März 2022 in Ostrava
- 150 Meter: 17,09 s, 8. September 2020 in Ostrava (nationale Bestleistung)
- 200 Meter: 23,16 s (+0,7 m/s), 16. September 2020 in Kladno
  - 200 Meter (Halle): 23,68 s, 2. Februar 2023 in Ostrava